# Krajowa Reprezentacja Polityczna
Krajowa Reprezentacja Polityczna (KRP) – organ reprezentujący główne siły polityczne Polski Podziemnej (tzw. Wielka Czwórka) w trakcie II wojny światowej. 
KRP została utworzona w wyniku przekształcenia Politycznego Komitetu Porozumiewawczego. Początkiem współpracy między tymi partiami była podpisana 15 sierpnia 1943 r. deklaracja porozumienia politycznego czterech stronnictw. 
Jej dążenia koncentrowały się na próbie opracowania wspólnej platformy politycznej w celu wzmocnienia współpracy między stronnictwami oraz instytucjami Polskiego Państwa Podziemnego. Stanowiła jego pion polityczny. W październiku 1943 r. powołała Społeczny Komitet Antykomunistyczny w wyniku fiaska rozmów między przedstawicielami PPR a rządu RP na uchodźstwie. W obliczu powołania przez komunistów samozwańczej Krajowej Rady Narodowej, 9 stycznia 1944 r. na mocy dekretu Delegata Rządu na Kraj przekształcona została w Radę Jedności Narodowej.
W skład Krajowej Reprezentacji Politycznej wchodzili przedstawiciele: 
- Polskiej Partii Socjalistycznej - Wolność Równość Niepodległość (Kazimierz Pużak),
- Stronnictwa Ludowego (Józef Grudziński),
- Stronnictwa Narodowego (Stefan Sacha, następnie Władysław Jaworski),
- Stronnictwa Pracy (Józef Kwasiborski, później Franciszek Urbański).